# Point Blank, Texas
Point Blank là một thành phố thuộc quận San Jacinto, tiểu bang Texas, Hoa Kỳ. Năm 2010, dân số của xã này là 688 người.

## Dân số
- Dân số năm 2000: 559 người.
- Dân số năm 2010: 688 người.